# ماری شریدر
ماری شریدر (انگلیسی: Marie Schrader) یک شخصیت ساختگی در سریال برکینگ بد است که بتسی براندت نقش او را بازی کرد. ماری خواهر اسکایلر همسر هنگ و خواهر زن والتر وایت است. شغل ماری در این سریال تکنولوژیست رادیولوژی است. او در ارائه مشاوره به دیگران تردید نمی‌کند اما اغلب به آنچه که می‌گوید عمل نمی‌کند. او مبتلا به اختلال جنون دزدی است و تحت درمان قرار دارد. او خودمحور و سرد به نظر می‌رسد اما به شدت به همسر و خانواده خواهرش اهمیت می‌دهد. تقربیا همه وسایل خانه و لباس او به رنگ بنفش است.